# Cane da presa canario
Il cane da presa canario (precedentemente dogo canario) (in spagnolo perro de presa canario) è una razza di cane di tipo molossoide proveniente dalla Spagna. È l'animale simbolo di Gran Canaria.

## Descrizione
Il dogo canario è un cane forte di tipo molossoide. La testa si presenta grande, robusta ed energica. Il dorso è forzuto, potente e risale sulla groppa. Il muso è squadrato e ben ampio. Il petto è molto esteso con grossa muscolatura. Gli arti sono resistenti e di ottima ossatura. Il pelo è corto e duro e la pelle un po' lassa. I colori sono il fulvo e tigrato che può essere di svariate sfumature, dal sabbia al quasi marrone scuro.
Per quanto si siano visti soggetti neri, questi ultimi sono totalmente fuori standard FCI, quindi da evitare come riproduttori.

## Storia
Gli avi di questa razza sono stati gli english mastiff introdotti nelle Canarie intorno al 1800, e il bardino majorero, attualmente quasi estinto. La selezione ha avuto lo scopo di creare un cane da combattimento.
La razza quasi si estinse intorno al 1960, quando i combattimenti fra cani furono proibiti per legge. Con la fine dei combattimenti il Presa Canario (vista l'alta attitudine di andare sull'uomo) fu usato per badare al bestiame, proteggendolo principalmente dai ladri. Ora si registra un certo incremento.
Questa razza faceva parte (legge eliminata nel 2009) di quelle elencate nella Lista delle razze canine pericolose.

## Filmografia
Un dogo canario inferocito è al centro degli eventi di Bullet Head, film thriller del 2017.